# أشرف لزعر
أشرف لزعر (بالإنجليزية: Achraf Lazaar) هو لاعب كرة قدم مغربي في مركز الظهير الأيسر والجناح الأيسر ولد في يوم 22 يناير 1992 في مدينة الدار البيضاء في المغرب، وسبق له اللعب مع نادي نيوكاسل يونايتد ونادي الرجاء الرياضي ونادي باليرمو ونادي واتفورد الإنجليزي ودبي سيتي معا من نادي الاتفاق الإماراتي.

## الإنجازات

### النادي
باليرمو
- الدوري الإيطالي الدرجة الثانية : 2014

 نيوكاسل يونايتد
- دوري البطولة الإنجليزية : 2017

## روابط خارجية
- أشرف لزعر على موقع الاتحاد الدولي (مؤرشف)  (الإنجليزية)
- أشرف لزعر على موقع قاعدة بيانات كرة القدم.إي يو (الإنجليزية)
- أشرف لزعر على موقع ليكيب (الفرنسية)
- أشرف لزعر على موقع ناشيونال فوتبول تيمز (الإنجليزية)
- أشرف لزعر على موقع Soccerbase.com (لاعب) (الإنجليزية)
- أشرف لزعر على موقع Soccerway.com (الإنجليزية)
- أشرف لزعر على موقع عالم كرة القدم.نت (الإنجليزية)
- أشرف لزعر على موقع AS.com (الإسبانية)